# Charlo
Carlos José Pérez (Guatraché, 7 de julio de 1906-Buenos Aires; 30 de octubre de 1990), conocido popularmente como Charlo o Carlos Pérez de la Riestra, fue un cantante, músico, pianista, actor y compositor argentino.

## Infancia
Charlo nació un 7 de julio de 1906 en la estancia familiar "El Avestruz", ubicada en la provincia de La Pampa, entre las estaciones ferroviarias Guatraché y Avestruces. Al no existir registro civil en el lugar, su nacimiento fue asentado en la localidad de Puán, en la provincia de Buenos Aires.
Allí asistió a la escuela primaria al mismo tiempo que realizaba sus estudios de solfeo y piano en el conservatorio Santa Cecilia, teniendo como maestro a Alejandro Leone.
Una vez terminados los estudios primarios fue enviado a un internado de La Plata para cursar el colegio secundario, y en 1922 la familia se instaló en el barrio porteño de Belgrano.
Perfeccionó sus estudios de piano, armonía, contrapunto y composición en el conservatorio de Rafael Ortega y posteriormente en el de Orestes Castronuovo.
"... Lo primero que toqué fue el violín, de oído; después la guitarra, y chapurreaba el piano. Yo lo que quería era tocar el piano, pero lo maltrataba. Por eso me hicieron estudiar... " (Charlo, en un reportaje).

## Inicios

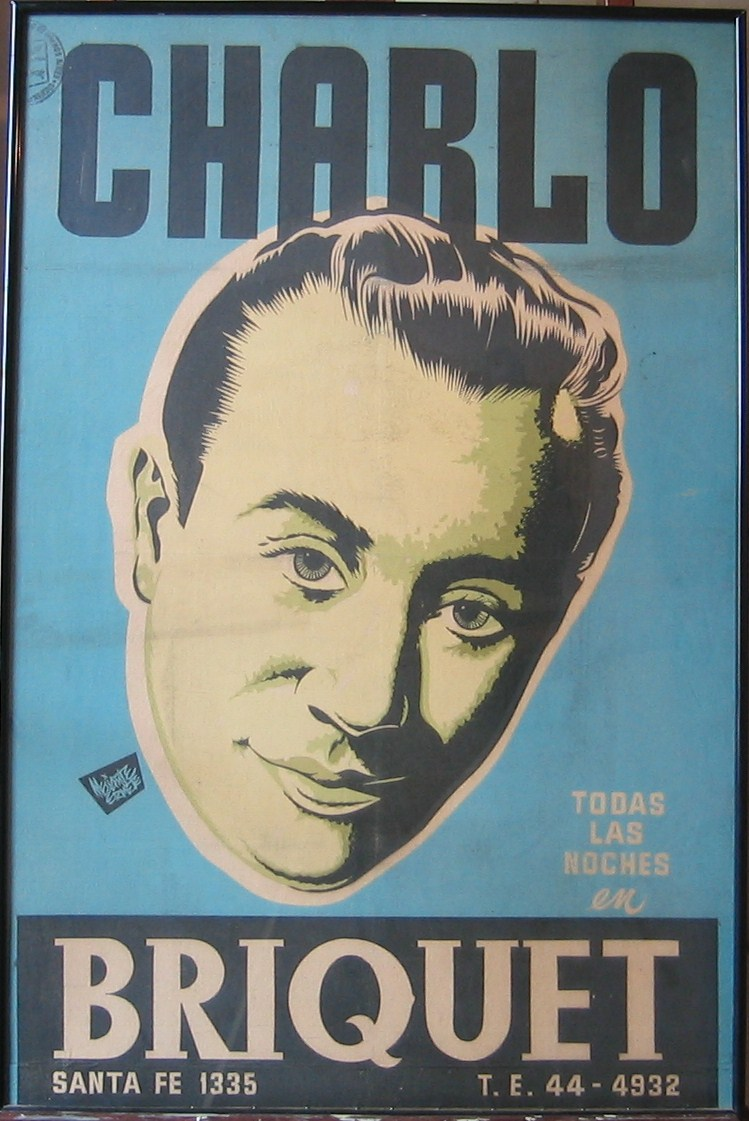
Afiche de época sobre un show de Charlo.

Durante una fiesta de fin de curso realizada en 1924 en el cine General Belgrano de la avenida Cabildo, tuvo la tarea de acompañar en piano a los diferentes cantantes de la gala, e incluso se animó fuera del programa, a cantar.
En dicha fiesta se encontraban presentes el Ingeniero Enrique Del Ponte y el Sr. De Bari, ambos dueños de Radio Cultura, quienes impresionados por su carisma y calidad de pianista decidieron invitarlo a participar en la emisora, que era la más escuchada en ese entonces, por los pocos poseedores de aparatos a galena. Enrique del Ponte fue quien le sugirió el seudónimo artístico Charlo, derivado de Charles (Carlos), ya que los oyentes no podrían retener lo extenso de sus nombres y apellidos. Al poco tiempo Charlo se convirtió en el cantor y pianista figura de Radio Cultura.
"Y en un fin de curso, acá en Buenos Aires, se hizo una fiesta en el cine General Belgrano, donde toqué el piano y canté; estaban los dueños de Radio Cultura, un señor De Bari, que era diputado, y un señor Del Ponte. Nos hicieron una invitación a mí y a otros de los muchachos que habían actuado, para visitar la radio. Un día me picó la curiosidad y fui. Toqué el piano y canté. Empezaron a llamar por teléfono. El caso es que me vinieron a buscar para actuar y grabar. Ahí empezó mi carrera." (Charlo, en el mismo reportaje).

### Actor, cantor y compositor
Su elegante presencia junto a un registro de barítono, con tendencia a tenor en sus inicios, y su virtuosismo en la música le abrieron camino a una meteórica carrera artística.
En el año 1925 un vecino de San Cristóbal llamado Américo Fazzari, a la sazón de inspector municipal de teatros, lo conectó con el empresario Alberto J. Ballesteri, quien luego de escucharlo lo contrató como cantor, actor y compositor de uno de los cuadros de una revista musical en el teatro "Comedia" de la calle Carlos Pellegrini. En esa revista estrenó su tango «Pinta brava» con letra de Mario Battistella y su fox-trot «"Pim...pum, rataplán"». "En el teatro Comedia, que ya no existe, sin saber que era una primera figura, lo fui, actuando como actor, cantor y autor. Ahí estrené mis dos primeros temas como compositor”. ”El fox-trot era el único tema de la obra que se bisaba. Allí tuve mi primera frustración; yo anhelaba que se bisara el tango, pero lo que hacía furor era el fox. Lo escuchaba tanto que le tomé fastidio y lo castigué: nunca lo edité." (Charlo, en el mismo reportaje).
En ese momento no actuaba ni en radio ni en teatro pero grababa discos para el sello Electra. El señor Améndola, tío de Juan D´Arienzo, era el dueño de esa grabadora, donde quedaron registrados veinte temas, entre ellos cuatro con letra y música del propio Charlo, acompañado en guitarras por Vicente Spina y Miguel Correa.
En ese mismo año es contratado por RCA Victor, y en su primer disco dejó registrados dos tangos suyos: con letra de Celedonio Flores, «Costurerita», con letra de Francisco Brancatti, y «Pobre varón».
A partir de 1927, ya abandonada su carrera de abogado, debutó como galán cantor en las famosas revistas, género muy en boga por aquel entonces. Esas obras estaban escritas y dirigidas por tres grandes del teatro y del tango: Manuel Romero, Ivo Pelay y Luis Bayón Herrera.
Mientras se desarrollaba la temporada, fue a buscarlo el representante Miguel Bucino, quien le informó que Francisco Canaro quería grabar con él en el sello Disco Nacional Odeón, dado que Charlo se había desvinculado de la casa Víctor y ya había grabado para Odeón con la orquesta de Roberto Firpo, aunque esos discos nunca salieron a la venta. La propuesta de Canaro, quien –según Charlo– fue a verlo para que reemplazara Roberto Díaz como estribillista de su orquesta, fue que le pagarían treinta pesos por cada estribillo cantado, y su nombre no figuraría en las etiquetas, tal como era costumbre hasta los primeros años de la década de los cuarneta. Recién cuando se reeditaron esas grabaciones en formatos distintos a los discos de 78 RPM, pudo rescatarse en algunos casos los nombres de los estribillistas. Lo primero que grabó con Canaro fue el célebre vals «Ramona» y el tango «Lindo tipo de varón». Charlo también realizó grabaciones con la orquesta de Francisco Lomuto, que era artista del mismo sello. Su producción discográfica llega a mil cien registros.
En su faceta como compositor a lo largo de su carrera, Charlo produjo un caudaloso repertorio de canciones que marcaron la década de 1930. Entre sus más importantes composiciones se pueden citar:
- Horizonte
- Ave de paso
- Tormento
- Sin lágrimas
- Fueye
- La barranca
- Rondando tu esquina
- Zorro plateao
- Rencor

### Los concursos de la casa "Max Glucksmann"
Paralelamente, con la orquesta de Francisco Canaro, cantaba los versos de los temas presentados en los concursos que organizaba la Casa Max Glucksmann en el Gran Palace Theatre. Algunos de los tangos cantados por Charlo fueron «Duelo criollo», de Lito Bayardo y Juan Razzano; «Piedad», de Carlos Percuocco y Luis De Biasse; «Te aconsejo que me olvides», de Pedro Maffia y Jorge Curi, y «Alma en pena», de Anselmo Aieta y Francisco García Jiménez.

### Trabajo intenso
El año 1926 fue de una intensa actividad, ensayaba diariamente durante cinco horas, y practicaba vocalización con su maestro de canto Enrico Castronuovo. Además grababa con Francisco Canaro, con Francisco Lomuto y como solista. Tres veces a la semana actuaba en radio, y en los fines de semana se presentaba en los principales cines de la Capital Federal y sus alrededores.

## Trayectoria
Contribuyó a establecer un estilo emocional pero austero, exento de efectismos, de perfecta afinación y cuidada musicalidad. Como compositor desplegó su gran talento de melodista, creando obras importantes en la línea del tango romanza.

### El estilo Charlo
Se inició con un estilo completamente gardeliano (escúchese, por ejemplo, su grabación de «Las vueltas de la vida», de 1928), del que fue desprendiéndose para llegar a un estilo propio. Era además ejecutante de piano, acordeón, violín y guitarra, y compositor que a veces escribió también sus propias letras. "Muchas cosas tenía para escuchar, lógicamente a Gardel. Y era caer en una huella muy trillada (..)" (Charlo, en el mismo reportaje).[cita requerida]
Como aditamento a su figura como cantor, actor y compositor, su afinidad por la moda lo convirtieron en un paradigma de la moda masculina de la década de 1930: la moda Charlo marcó tendencia. La misma incluía lucir moño mariposa, sombrero con guantes de cuero, chaqueta cazadora, boquilla de oro para los cigarrillos. Este fenómeno no sólo incrementó su fama, sino que contribuyó al avance del tango de salón en la sociedad porteña.

### Proyección internacional
Gracias a la difusión de sus discos su voz se hizo muy popular en toda América, especialmente en los países limítrofes. Esto le abrió las puertas al exterior, y supo aprovecharlo. En 1932 viajó por primera vez a Uruguay, contratado el empresario por la Casa "Max Gluscksmann" para inaugurar el cine "Rex" de Montevideo. De allí en más Uruguay fue permanentemente visitada por Charlo, así como el Teatro Solís y la Radio Sarandí, quienes siempre lo tuvieron de invitado. En 1935 viaja a Río de Janeiro para una actuación en el Casino donde compuso sobre los versos de Cadicamo su tango «Ave de paso». También se presentó en la radio Mayrink Veiga de Río de Janeiro.
Su primera gira importante comenzó en 1938, actuando con suceso en Chile. "Esta es tu oportunidad, vestite y cantá como sabés, y vas a ver que vas a matar", le había pronosticado su mánager José Razzano, y tuvo razón. Actuó luego en Bolivia, Venezuela, Panamá, Cuba y Estados Unidos. Principalmente en La Habana, Caracas y en Lima su éxito fue tal que lo catapultó a la fama, consagrándolo como sucesor de Gardel. En sucesivas giras siguió ampliando su éxito. En Brasil, como en los países anteriormente citados, entonó tangos, boleros y folklore. En 1955 se instala en Lisboa, Portugal. Su espectáculo "Estampas de Hispanoamérica" tuvo gran suceso en la televisión local, en el Casino Estoril. También actuó el Hotel Embajador y en la célebre boite de entonces Bico Dourado. Luego visitó España y de allí pasó a actuar en Francia y Bélgica, y por último, en 1956, visitó Colombia, donde fue recibido con gran suceso no sólo el músico y cantor de tangos, sino un Charlo universal intérprete de ritmos melódicos y tropicales. En esa gira compuso unos de los últimos éxitos: su «"Tango en Colombia"».

### El accidente en el Amazonas
En 1945 Charlo estuvo al borde de la muerte cuando el avión trimotor con el que había iniciado su gira debió hacer un aterrizaje forzoso. Junto a él se encontraban los tres guitarristas de su conjunto, Olmedo, Arana y Torres. Todos ellos regresaban, luego de tres años de gira, a Argentina desde Acapulco, sin embargo en la frontera entre Brasil y Venezuela el trimotor prácticamente quedó sin combustible; sólo tenían bencina para una hora de vuelo. El piloto debió hacer un aterrizaje de emergencia en el Río Negro, un afluente del Amazonas. Se perdieron los equipajes, alhajas y guitarras, pero lograron salir con vida.

### El compositor
Charlo compuso música que versificaron los más importantes poetas de su tiempo, como Luis César Amadori, José María Contursi, Esteban Celedonio Flores, Cátulo Castillo, Francisco Bohigas, Homero Manzi, Enrique Cadícamo, y algunos de la generación anterior como José González Castillo, para el tema "El viejo vals".

### Músicos que lo secundaron
Actuó primeramente, en forma simultánea, con Francisco Canaro y con Francisco Lomuto, ya que los tres estaban contratados por el mismo sello grabador. Habiendo cantado anteriormente con Roberto Firpo; posteriormente con Adolfo Carabelli, con Salvador Ruiz de Luna en España, con Héctor Stamponi, Roberto Pansera, Jaurés Lamarque Pons, Demare-Vardaro y la «Orquesta Típica Victor».
En 1939 hizo una gira acompañado por un trío compuesto por Osvaldo Pugliese, Federico Scorticati y Juan José Gallastegui, tocando, respectivamente el piano, el bandoneón y el violín. También cantó acompañado por la orquesta de Osvaldo Requena, y tuvo además entre sus más calificados guitarristas a Rafael Yorio (apodado Rafael Iriarte), Ángel Iglesias, Héctor Besedas y Andrés Arrieta, además de Edmundo Rivero, Roberto Grela y Vicente Spina como integrantes de su conjunto.

### Su última actuación
Entre sus últimas actuaciones se pueden destacar la realizada ante el público de Buenos Aires en 1973, con la orquesta de Osvaldo Requena. Interpretó dieciséis obras suyas conocidas, y dos estrenos: «Tango de la ausencia» y «Diquero». Posteriormente, en julio de 1986, actuó invitado por la Secretaría de Cultura de la Nación, en el teatro San Martín para el ciclo Voces. La gala tuvo como anfitrión al periodista y escritor Mariano Montes. En aquella actuación estrenó el tango orquestal «Cielo Pampa», uno de sus últimos tangos dedicado a su tierra de origen. Por otra parte, hasta pocos años de su fallecimiento Charlo actuó en café concerts acompañado por el maestro Virgilio Expósito.

### Radio
La radio fue el medio en donde se inició en el mundo del espectáculo, más específicamente en Radio Cultura. Trabajó luego en Radio Belgrano, Radio Prieto, Radio Splendid, Radio El Mundo y Radio Nacional.
Tal eran sus dotes para este medio masivo de comunicación que no sólo se desempeñó como cantor solista sino que trabajó como locutor con sus propias interpretaciones y anunciando la hora oficial.
Es de destacar, también, su participación permanente en radios uruguayas como la vieja Radio Sarandí y en Brasil para Radio Piratininga de San Pablo.

### Cine
Incursionó en un medio tan difícil como el cine, rodeado de primeras figuras y sin desentonar. Sus dotes de galán y sus condiciones físicas le permitieron hacerlo con holgura. En 1935, con Mario Soffici, participa en El alma del bandoneón, donde luce sus cualidades de cantor. En 1936, ahora dirigido por Luis César Amadori y junto a Pepe Arias, la Negra Bozán y Alicia Vignoli, participa en el film Puerto Nuevo. Trabajó también en Carnaval de antaño, dirigida por Manuel Romero. En el rodaje de este film, conoció a la que sería su mujer hasta 1969, Sabina Olmos. Los acompañaban además Florencio Parravicini, Sofía Bozán y Enrique Roldán. Actuó también en Los troperos, Los muchachos se divierten, Un sueño y nada más y otras películas, en algunas de las cuales fue protagonista. Además participó en varias filmaciones en España.

### La amistad con Carlos Gardel, Edmundo Rivero, Ignacio Corsini y Homero Manzi
Charlo fue contemporáneo del más importante referente del tango: Carlos Gardel. En reportajes Charlo mencionó que evitaba escuchar las interpretaciones de Gardel, no por disgusto sino al contrario, para evitar caer en una imitación a Gardel, tan frecuente en aquella época. Sin embargo la relación entre ellos era cordial y amena; como testimonio de ello Carlos Gardel le dedicó a Charlo, antes de partir a su última gira con trágico final, uno de sus más célebres retratos de él fotografiado por José María Silva, de Montevideo, con la siguiente dedicación: “A mi colega inteligente y gran intérprete de las canciones de mi tierra y buen amigo Charlo, con gran simpatía Carlos Gardel”. Esta fotografía, única en su referencia a otro cantante contemporáneo, fue la imagen elegida para ilustrar la tapa del long play “Éxitos de Gardel en la voz de Charlo”, editado en 1978. Además en esa oportunidad Gardel le obsequió su sombrero personal y un reloj de pared.
También cosechó amistad con Edmundo Rivero: ambos se conocieron cuando Rivero ingreso como cuarto guitarrista de acompañamiento. Fue Charlo quien lo ayudó, antes de que se decidiera a cantar. Con el tiempo el creador de «El viejo almacén» también le tendería una mano, con esa generosidad y bonhomía que siempre lo caracterizaron. A pesar de los estilos opuestos, cantaron juntos más de una vez, especialmente temas folklóricos y milongas pampeanas. Ambos compartían la amistad de ese otro fenómeno llamado Homero Manzi. En cuanto podía Charlo visitaba asiduamente Santiago del Estero, alojándose como huésped en la residencia de Homero Manzi. De aquella amistad surgió un tango con letra de Charlo dedicado a su amigo: «Barbeta»
Otro importante cantor de tango que trabó amistad con Charlo fue Ignacio Corsini "el caballero cantor". En un reportaje donde le preguntaron a Charlo quien era su cantor favorito, éste señaló a Corsini. Existe un retrato que Corsini le obsequio a Charlo en 1931 dedicándole las siguientes palabras: “A mi buen amigo Charlo muy afectuosamente Ignacio Corsini”.

### Vida sentimental
Charlo fue un galán de su época, al punto que la prensa lo apodó “el cantor de las mil novias”. En 1952 se casa con Rosa Herminia Gómez, cuyo seudónimo artístico era Sabina Olmos. Los dos se habían conocido en la filmación de la película “Carnaval de antaño”. En 1955, Sabina Olmos por sus ideas políticas fue prohibida por la dictadura autodenominada Revolución Libertadora que derrocó al presidente Juan Domingo Perón y  debieron exiliarse ambos, realizando giras por América y España. Durante la dictadura conocida como Revolución Libertadora se prohibió la actuación de figuras por haber tenido contacto con el justicialismo. Nombres como Rodolfo Sciammarella, Mariano Mores, Carlos Acuña, Tita Merello, Lola Membrives, Eduardo Cuitiño, Sabina Olmos, Charlo y Ana María Lynch, mientras otros fueron borrados por decreto, como Hugo del Carril, que luego estuvo detenido por orden del dictador Pedro Eugenio Aramburu en el penal de las Heras. En la gira de Charlo por Europa en la década de 1950, actuaron juntos en el espectáculo "Estampas de Hispanoamérica" . En 1967 el matrimonio se disolvió.
Durante el año 1977 y 1987 estuvo conviviendo con Susana Virginia Álvarez, bastante más joven que él, quien fuera hija de un gran músico y escritor amigo, Alberto Álvarez Romero (del Dúo de Los Hermanos Álvarez), con quien trabajó en la década del setenta para que todos los músicos puedan jubilarse como tales (beneficio obtenido desde entonces y hasta la fecha).
Fue en 1987 cuando Charlo conoció a quien fue su última mujer, la artista plástica, diseñadora de joyas y compositora de tango japonesa Akiko Kawarai. De acuerdo a numerosas publicaciones ambos entablaron primero una comunicación epistolar y finalmente cuando Charlo le envía a Japón un casete diciéndole “Venga a Argentina, si no voy para allá” Kawarai decidió abandonar Japón acompañada de sus seis gatos para vivir el resto de su vida junto a Charlo en Argentina. Estuvieron juntos hasta que Carlos José Pérez de la Riestra falleció el 30 de octubre de 1990.

## Otras actividades

### Actividad gremial
A pesar de su intensa labor artística, llegó a ocupar la secretaría general de la Unión Argentina de Artistas de Variedades.

### Deporte
Ante la necesidad de mantener su físico de galán, y de estar siempre dispuesto a la competencia, no perdía ocasión de participar activamente en los deportes. Así, además de la gimnasia diaria, tomó lecciones de esgrima, pasó de la natación al fútbol –en los "picados" siempre actuaba de arquero– y a la equitación, llegando a destacarse y a ser elogiado en Chile y en Cuba como muy buen jinete. Alguna vez cruzó guantes de boxeo, e intentó incursionar en la aviación.
"A la esgrima le debo la vida, porque tuve un surmenage bárbaro, debido a que me excedí en el trabajo y en el entrenamiento. Y sin advertirlo, estoy nervioso e irritable con mi entorno. Un día conocí a Enrique Lúpiz, que fue el primer argentino campeón de las tres armas en un mismo año. Él me informó sobre el aspecto terapéutico de la esgrima, y así fue." (Charlo, en el mismo reportaje).

## Homenajes y distinciones
Al celebrar sus 50 años con el tango, se lo homenajeó en el Teatro Solís, máximo escenario montevideano.
En 1985 la Fundación Konex lo consideró como uno de los 5 mejores compositores de tango de la historia en la Argentina, otorgándole el Diploma al Mérito de los Premios Konex.
El 29 de junio de 1990, en un acto realizado en el Salón Dorado del Teatro Colón de la ciudad de Buenos Aires, y junto a otras cuarenta personalidades, fue distinguido como Académico de Honor por la Academia Nacional del Tango de la República Argentina.
En el año 2013, al cumplirse 108 años de su nacimiento y por iniciativa del productor artístico José Valle, se realizó el tándem denominado "Sin lágrimas" en homenaje a Charlo, una jornada completa, en Puán, con la colocación de una obra de arte de estilo fileteado con la imagen del artista (realizada por el reconocido pintor Pedro Araya), una conferencia sobre su vida y obra, y un show de tango encabezado por la cantante Gaby, "la voz sensual del tango". En agosto de ese mismo año, durante el transcurso del XV Festival y Mundial de Tango de la ciudad de Buenos Aires, hubo una jornada completa de homenaje al cantante, y durante el 3.er Festival Nacional de Tango "Carlos Di Sarli" de la ciudad de Bahía Blanca se le recordó con la colocación de una imagen suya en el café y museo histórico de esa localidad del sur argentino.

## Filmografía
Actor
- Los troperos (1953)
- Los muchachos se divierten (1949)
- Imitaciones peligrosas (1949)
- Carnaval de antaño (1940)
- Puerto Nuevo (1936)
- El alma del bandoneón (1935)

Compositor
- Un sueño y nada más (1964)

Productor
- Voy a hablar de la esperanza (1966)
- Pesadilla (1963)